# Wollmerschied

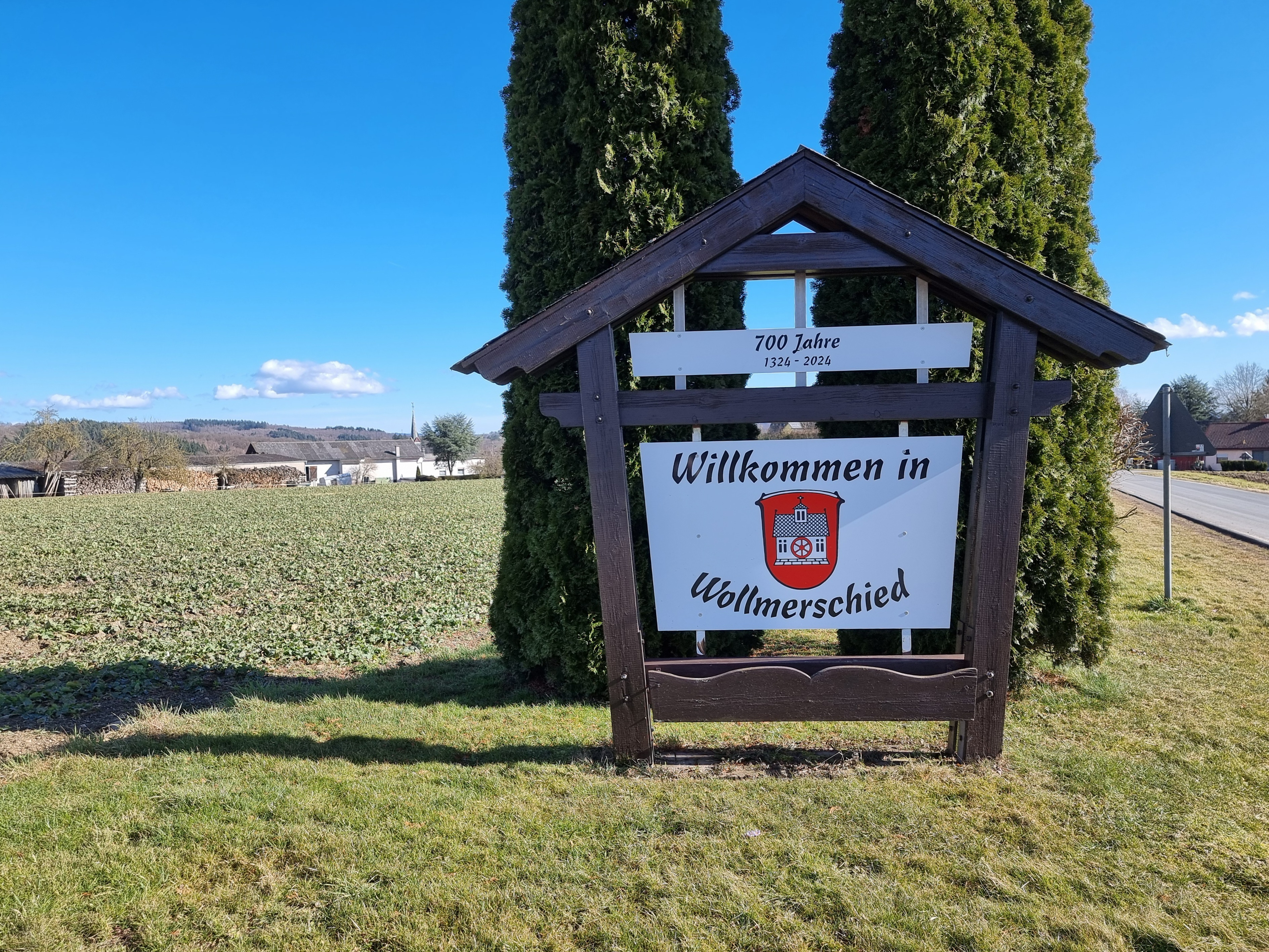
Ortseinfahrt nach Wollmerschied

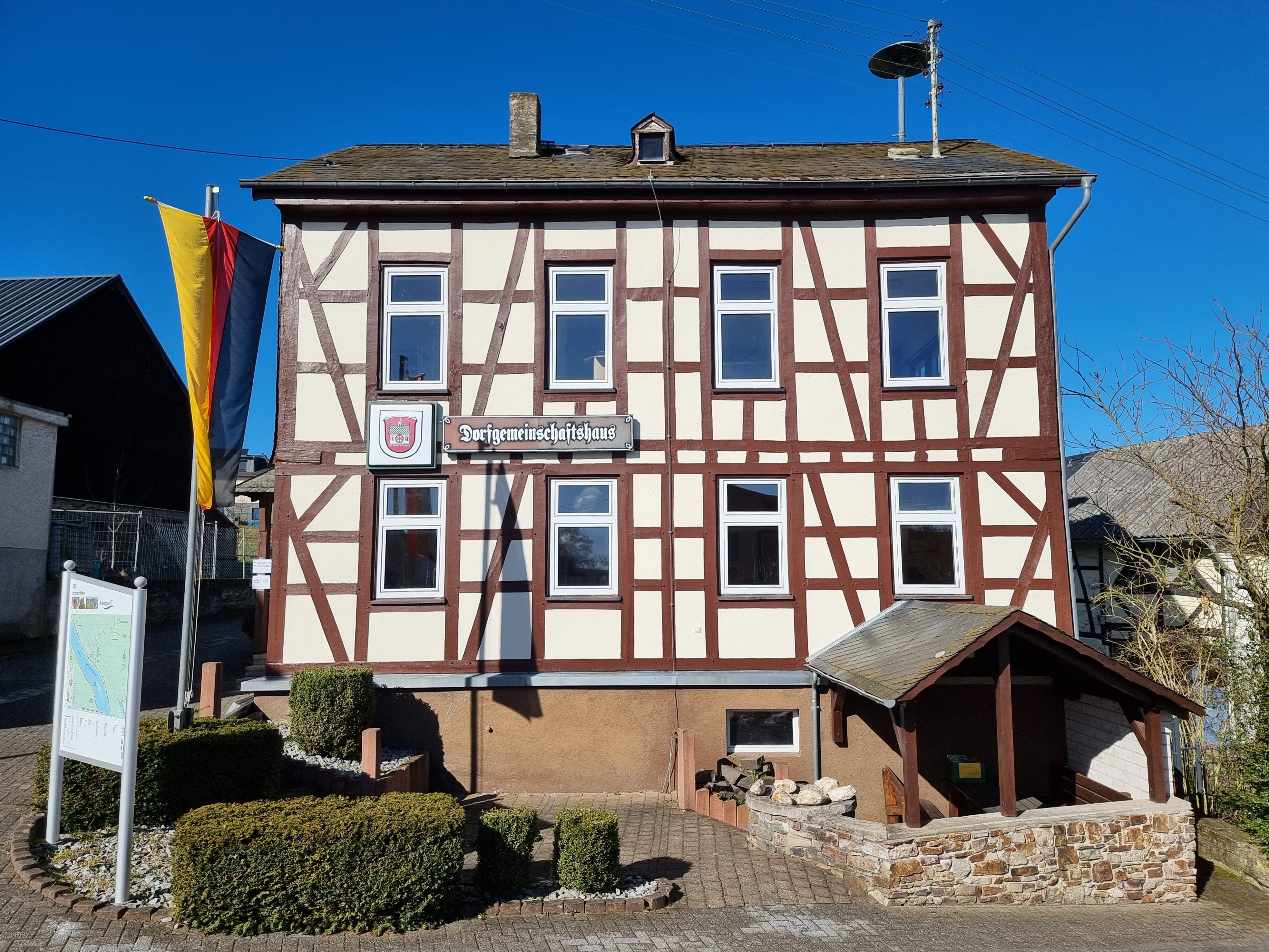
Dorfgemeinschaftshaus

Wollmerschied ist ein Stadtteil der 12 km entfernt gelegenen Kernstadt Lorch im südhessischen Rheingau. Für die ehemals selbständige Gemeinde Wollmerschied besteht ein eigener Ortsbezirk mit Ortsbeirat. Der auf fast 400 Metern Höhe gelegene Ort liegt in unmittelbarer Nähe zum Rheinsteig.

## Geschichte
Die älteste bekannte schriftliche Erwähnung von Wollmerschied erfolgte im Jahr 1324 unter dem Namen Wollmerscheit
bei der Grenzbestimmung im nördlichen Rheingau statt. Der Ort war mit dem ganzen Rheingau Teil des Kurmainzischen Territoriums. 1675 erfolgte eine Abgrenzung zum benachbarten Ortsteil Ransel. Wollmerschieds Wappen trat zum ersten Mal 1797 auf einem Gerichtssiegel auf. Es zeigt das Bild der Dorfkapelle über dem Mainzer Rad.
1806 kam Wollmerschied zum Herzogtum Nassau und gehörte zum Amt Rüdesheim. Nach der Annexion des Herzogtums durch Preußen wurde der Ort 1867 dem Rheingaukreis im Regierungsbezirk Wiesbaden zugeordnet. 1894 wurde die katholische Kirche St. Antonius errichtet.
Nach dem Ersten Weltkrieg befand sich der Ort während der alliierten Rheinlandbesetzung in einem schmalen Korridor zwischen den rechtsrheinischen Brückenköpfen der Amerikaner um Koblenz und der Franzosen um Mainz. Das Gebiet bestand bis zur militärischen Besetzung durch Frankreich im Jahr 1923 als Freistaat Flaschenhals. Nach dem Zweiten Weltkrieg lag der Ort in der amerikanischen Besatzungszone direkt an der Zonengrenze zur französischen Zone und wurde damit zu einem Teil des Bundeslandes Hessen.

### Gebietsreform
Im Zuge der Gebietsreform in Hessen wurde die bis dahin selbständige Gemeinde Wollmerschied zum 1. Januar 1977 zugleich mit den Gemeinden Ransel und Espenschied kraft Landesgesetz in die Stadt Lorch eingegliedert.
Für alle nach Lorch eingegliederten Gemeinden sowie für die Kernstadt wurden Ortsbezirke mit Ortsbeirat und Ortsvorsteher nach der Hessischen Gemeindeordnung gebildet.
Der letzte Ortsbürgermeister der ehemals selbstständigen Gemeinde war Jakob Schwank; danach folgte als erster Ortsvorsteher Bruno Missler als Vorsitzender des Ortsbeirates.

### Bevölkerung
Einwohnerentwicklung
- 1687: 8 Herdstellen[1]
- 1700: 6 Bürger und 4 Beisassen[1]
- 1781: 24 Herdstellen[1]

| Wollmerschied: Einwohnerzahlen von 1820 bis 2011 | Wollmerschied: Einwohnerzahlen von 1820 bis 2011 | Wollmerschied: Einwohnerzahlen von 1820 bis 2011 | Wollmerschied: Einwohnerzahlen von 1820 bis 2011 | Wollmerschied: Einwohnerzahlen von 1820 bis 2011 |
| --- | ------------------------------------------------ | ------------------------------------------------ | ------------------------------------------------ | ------------------------------------------------ |
| Jahr |                                                  |                                                  |                                                  | Einwohner                                        |
| 1820 | 1820                                             |                                                  | 138                                              | 138                                              |
| 1834 | 1834                                             |                                                  | 176                                              | 176                                              |
| 1840 | 1840                                             |                                                  | 179                                              | 179                                              |
| 1846 | 1846                                             |                                                  | 191                                              | 191                                              |
| 1852 | 1852                                             |                                                  | 193                                              | 193                                              |
| 1858 | 1858                                             |                                                  | 199                                              | 199                                              |
| 1864 | 1864                                             |                                                  | 228                                              | 228                                              |
| 1871 | 1871                                             |                                                  | 220                                              | 220                                              |
| 1875 | 1875                                             |                                                  | 247                                              | 247                                              |
| 1885 | 1885                                             |                                                  | 223                                              | 223                                              |
| 1895 | 1895                                             |                                                  | 244                                              | 244                                              |
| 1905 | 1905                                             |                                                  | 258                                              | 258                                              |
| 1910 | 1910                                             |                                                  | 259                                              | 259                                              |
| 1925 | 1925                                             |                                                  | 229                                              | 229                                              |
| 1939 | 1939                                             |                                                  | 198                                              | 198                                              |
| 1946 | 1946                                             |                                                  | 305                                              | 305                                              |
| 1950 | 1950                                             |                                                  | 288                                              | 288                                              |
| 1956 | 1956                                             |                                                  | 234                                              | 234                                              |
| 1961 | 1961                                             |                                                  | 228                                              | 228                                              |
| 1967 | 1967                                             |                                                  | 210                                              | 210                                              |
| 1970 | 1970                                             |                                                  | 194                                              | 194                                              |
| 1980 | 1980                                             |                                                  | ?                                                | ?                                                |
| 1990 | 1990                                             |                                                  | ?                                                | ?                                                |
| 2000 | 2000                                             |                                                  | ?                                                | ?                                                |
| 2011 | 2011                                             |                                                  | 228                                              | 228                                              |
| Datenquelle: Historisches Gemeindeverzeichnis für Hessen: Die Bevölkerung der Gemeinden 1834 bis 1967. Wiesbaden: Hessisches Statistisches Landesamt, 1968. Weitere Quellen: ; Zensus 2011 |                                                  |                                                  |                                                  |                                                  |

Religionszugehörigkeit
| • 1885: | 12 evangelische (= 5,38 %), 211 katholische (= 94,62 %) Einwohner |
| • 1961: | 22 evangelische (= 9,65 %), 206 katholische (= 90,35 %) Einwohner |

## Wappen
Der Gemeinde Wollmerschied im Rheingaukreis ist am 16. Oktober 1958 vom Hessischen Minister des Innern ein Wappen mit folgender Blasonierung genehmigt worden:
In Rot eine silberne Kirche belegt mit einem roten Rad.

## Kultur
Die Liste der Kulturdenkmäler in Wollmerschied umfasst drei Positionen:
- Der alte Ortskern steht unter Ensembleschutz
- Die kath. Kirche St. Antonius und der Werkerbrunnen sind als Kulturdenkmäler anerkannt.

Seit Menschengedenken besteht in Wollmerschied der Brauch, an Fastnachtsdienstag das Hale-Feuer zu entzünden. Früher sammelten die Schulabgänger, die sogenannten Hale-Buben, bei den Bauern Stroh und Holz, um damit einen großen Scheiterhaufen zu errichtet der von einer Puppe, dem Kasper, bekrönt war. Am Fastnachtdienstag bei Einbruch der Dunkelheit wurde dann  das Feuer von den Buben entzündet. Am verbrennen des Kaspers konnten dann Kundige erkennen wie das Wetter sich während des Jahres entwickelt.  Dieser Brauch wird bis heute, allerdings von den ortsansässigen Vereinen, fortgeführt.
Seit 2010 findet in Wollmerschied jährlich im Sommer ein überregional bekanntes Musikfestival statt, der Tropen Tango.